# Idaea sericearia
Idaea sericearia là một loài bướm đêm trong họ Geometridae.